# Nguyễn Đình Triệu
Nguyễn Đình Triệu (Bắc Giang, 4 de noviembre de 1991) es un futbolista vietnamita que juega en la demarcación de portero para el Haiphong FC de la V.League 1.

## Selección nacional
Tras jugar en varias categorías inferiores de la selección, finalmente hizo su debut con la selección absoluta de Vietnam el 11 de septiembre de 2023 en un encuentro amistoso contra Palestina que finalizó con un resultado de 2-0 a favor del combinado vietnamita tras los goles de Phạm Tuấn Hải y Nguyễn Công Phượng.

## Clubes
| Club                      | País    | Año       | Partidos | Goles |
| ------------------------- | ------- | --------- | -------- | ----- |
| Truong Tuoi Binh Phuoc FC | Vietnam | 2020-2021 | 7        | 0     |
| Haiphong FC               | Vietnam | 2022-     | 93       | 0     |